# Джонов, Иван
Иван Джонов (макед. Иван Џонов; род. 15 июля 1997, Скопье) — македонский гандболист, выступающий за македонский клуб «Алкалоид» и сборную Северной Македонии по гандболу.

## Карьера

#### Клубная
Иван Джонов начинал свою карьеру во взрослом гандболе в составе «Тинекс Пролет» и играл в этой команде до 2023 года. Один из сезонов провёл в аренде в «Партизане» из Гавгелии.
С 2023 года играет в составе другого македонского клуба «Алкалоид», с которым в 2024 году выиграл национальный кубок.

#### Сборная
В 2017 году в составе юношеской сборной Иван занял 6-е место на чемпионате мира среди юношей до 21 года.
Его первым крупным международным турниром в составе сборной Северной Македонии стал гандбольный турнир на Средиземноморских играх 2022 года, где македонцы стали четвёртыми.
На чемпионате мира 2023 года забил 9 годов в семи матчах. Сыграл и на чемпионате Европы 2024 года, где македонская сборная заняла итоговое 17-е место.
На чемпионате мира 2025 года забил 10 голов в шести матчах и вместе со сборной занял 15-е место.